# بارتكال سيستمز
بارتكال سيستمز (بالإنجليزية: Particle Systems)‏ ، هي شركة بريطانية لصناعة ألعاب الفيديو، وهي تابعة لشركته الأم أرغوناوت سوفتوير، أسست سنة 1993م وأعلنت حلها سنة 2004م، حيث أنتجت بعض ألعاب الفيديو ومن بينها آي-وار.